# ГЕС-ГАЕС Нігард
ГЕС-ГАЕС Нігард — гідроелектростанція на півдні Норвегії, майже за сім десятків кілометрів на північний схід від Бергена. Знаходячись перед ГЕС Steinsland, входить до складу гідровузла у сточищі річки Steinslandsvassdraget, котра тече до Mofjorden (північно-східне продовження Romarheimsfjorden — складової частини системи фіордів, яка оточує острів Osterøy). При цьому сама станція Нігард використовує ресурс зі сточища Eksingedalsvassdraget, котра тече до Eidsfjorden (північно-східне відгалуження Veafjorden — ще одного фіорду з числа оточуючих Osterøy).
У 1973 році в межах проекту ГЕС Евангер на Norddalselvi, правій притоці Eksingedalsvassdraget, створили водосховище Skjerjavatnet, що мало діапазон коливань між позначками 944 та 964 метри НРМ (в тому числі на 10 метрів за рахунок здреновування нижче від природного рівня) та відповідний цьому корисний об'єм у 102,8 млн м3. Накопичений у ньому ресурс скидали до розташованого нижче за течією Norddalselvi водосховища Askjellsdalsvatnet, з якого бере початок головний дериваційний тунель станції Евангер. Ця нижня водойма має рівень у діапазоні від 750 до 805 метрів НРМ, тобто суттєво нижче від Skjerjavatnet. У підсумку вирішили використати ресурс зі Skjerjavatnet більш ефективно, спрямувавши його через станцію Нігард до гідровузла у сточищі Steinslandsvassdraget. При цьому в межах нового проекту припустимий нижній рівень сховища понизили до 920 метрів НРМ, що збільшило корисний об'єм до 142 млн м3.
Із Skjerjavatnet на захід під водорозділом прокладено тунель завдовжки 2,5 км з перетином від 18 до 22 м2. Він подає ресурс до машинного залу, де встановлена одна оборотна турбіна типу Френсіс потужністю 56 МВт, яка використовує напір у 450 метрів та забезпечує виробництво 82 млн кВт-год електроенергії на рік.
Відпрацьована вода потрапляє у південний водозбірний тунель станції Steinsland, через який можливе сполучення із водосховищем Stolsvatnet. Останнє має площу поверхні 1,67 км2 та припустиме коливанням поверхні між позначками 547 та 583,5 метра НРМ (в тому числі на 1 метр за рахунок здреновування нижче від природного рівня). Оскільки встановлена на ГЕС Нігард турбіна є оборотною, в періоди низького попиту на електроенергію вона може закачувати воду із Stolsvatnet до Skjerjavatnet.